# Djambala

Djambala é uma cidade e uma comuna da República do Congo, capital do departamento de Plateaux. Situada próxima a Reserva de Léfini, Djambala tinha uma população de 24 734 habitantes em 2023, data do último censo oficial do país.